# ترنس دیویس (بازیکن بسکتبال)
ترنس دیویس (انگلیسی: Terence Davis؛ زادهٔ ۱۶ مهٔ ۱۹۹۷) بازیکن بسکتبال اهل ایالات متحده آمریکا است.
از باشگاه‌هایی که در آن بازی کرده‌است می‌توان به تورنتو رپترز اشاره کرد.